# Haplochromis mylodon
Haplochromis mylodon là một loài cá thuộc họ Cichlidae. Nó được tìm thấy ở Cộng hòa Dân chủ Congo và Uganda. Các môi trường sống tự nhiên của chúng là sông và hồ nước ngọt.